# Marvel Strike Force
Marvel Strike Force è un videogioco di ruolo a turni per dispositivi Android e iOS, pubblicato da FoxNext. Il gioco è stato lanciato in tutto il mondo il 28 marzo 2018 ed è ambientato principalmente nell'universo Marvel.

## Trama
La Terra è caduta sotto assedio da forze sinistre guidate da Ultimus. Gli agenti S.T.R.I.K.E. (Special Tactical Reserve for Interdimensional Key Events) sono stati chiamati per riunire squadre di eroi e criminali per combattere e fermare le legioni di Ultimus, che includono versioni controllate di eroi e criminali, provenienti da altri universi, prima che Terra-616 cada sotto il suo controllo.
Oltre a questa campagna, vengono anche pubblicati eventi speciali di sottotrame, liberamente basati su film e spettacoli Marvel recenti, a partire da Avengers: Infinity War .

## Modalità di gioco
Marvel Strike Force consente ai giocatori di collezionare personaggi dell'Universo Marvel come super eroi, criminali e personaggi generici di grandi organizzazioni come SHIELD, La Mano e Hydra, e usarli per combattere in battaglie a turni. Esistono diversi modi per collezionare personaggi: alcuni vengono dati immediatamente ai giocatori, mentre altri vengono acquisiti tramite il gioco o come ricompense di gioco sotto forma di frammenti guadagnati dai giocatori per sbloccare e o promuovere i propri personaggi. I frammenti possono essere guadagnati vincendo battaglie o acquistati in un negozio. I giocatori aumentano il proprio livello utente acquisendo esperienza completando missioni giornaliere o completando battaglie nella campagna giocatore singolo.
Le battaglie sono divise in round, nei quali, il personaggio con l'attributo della velocità più alta può sferrare il primo attacco. Ogni squadra nemica è composta da un massimo di cinque personaggi diversi che combattono fino alla sconfitta o all'entrata dei rinforzi. Le battaglie sono a turni, durante i quali i combattenti applicano vari buff alla propria squadra e danneggiano l'avversario con l'obbiettivo di sconfiggere tutti i personaggi e concludere con almeno un personaggio in vita.
I giocatori possono unirsi ad alleanze che formano il gruppo principale all'interno del gioco, che può includere fino a 24 giocatori ed essere privato o aperto. Le alleanze consentono ai giocatori di giocare nei raid e di accedere ai traguardi dell'alleanza. Queste alleanze possono essere create da qualsiasi giocatore o create dal gioco. Tutti i giocatori devono essere in un'alleanza, quindi se un giocatore lascia o viene espulso da un'alleanza, il gioco ne assegnerà una nuova.

### Modalità
Le principali modalità di gioco sono Arena, Blitz, Assalti, Sfide e Guerra tra alleanze. Ognuna di queste modalità ha una propria valuta, ricevuta sotto forma di ricompense a seconda del punteggio ottenuto, che può essere spesa in frammenti di personaggi o oggetti per l'equipaggiamento. Tutte le modalità sono giocate contro una IA controllata dal computer, comprese le battaglie nell'arena e nella guerra tra alleanze in cui l'IA controlla una squadra creata dal giocatore.
L'Arena prevede il combattimento contro squadre create da altri giocatori in battaglie 5 contro 5. Vincendo le battaglie il giocatore scala la classifica arena. Ogni giorno vengono assegnate ricompense in base al grado Arena che si è riusciti a raggiungere.
Gli Assalti sono una serie di mappe in cui i 24 membri dell alleanza, coordinati dal capitano, affrontano percorsi collaborando insieme per abbattere e superare tutti i nodi.
Le sfide vengono completate una volta al giorno per consentire ai giocatori di accumulare varie risorse. Ogni sfida si ripete tre giorni alla settimana e può essere completata tre volte al giorno. La sfida richiede l'uso di personaggi con caratteristiche specifiche o appartenenti a determinate fazioni per completare ogni livello della sfida.
La guerra tra alleanze consiste in una battaglia in cui due alleanze si sfidano. Questa modalità richiede molta più strategia delle altre in quanto richiede simultaneamente la difesa del proprio helicarrier e l'attacco di quello avversario suddividendo i propri team più forti.

## Personaggi

### Eroi
- Agente Coulson
- America Chavez
- Ant-Man
- Black Panther
- Black Widow
- Cable
- Capitan America
- Capitan Marvel
- Colosso
- Daredevil
- Deadpool
- Dottor Strange
- Donna Invisibile
- Drax
- Elsa Bloodstone
- Falcon
- Fenice
- Freccia Nera
- Gamora
- Ghost Rider
- Groot
- Heimdall
- Hulk
- Infermiera di notte
- Pugno d'acciaio
- Iron Man
- Jessica Jones
- Cosa
- Luke Cage
- Uomo Scimmia
- Mantis
- Mister Fantastic
- Ms. Marvel
- Nick Fury
- Occhio di Falco
- Okoye
- Psylocke
- Punisher
- Quake
- Rescue
- Rocket Raccoon
- Scarlet Witch
- Shuri
- Sif
- Spider-Man
- Spider-Man (Miles)
- Star-Lord
- Tempesta
- Thor
- Torcia Umana
- Visione
- War Machine
- Wasp
- Wolverine
- Yo-Yo

### Criminali
- Avvoltoio
- Bullseye
- Carnage
- Crossbones
- Elektra
- Fenomeno
- Graviton
- Green Goblin
- Hela
- Killmonger
- Kingpin
- Korath l'Inseguitore
- Loki
- Magneto
- Minn-Erva
- Mordo
- Sinistro
- Mysterio
- Mystica
- Namor
- Nebula
- Nobu
- Pyro
- Rhino
- Ronan l'accusatore
- Sabretooth
- Scienziata Suprema
- Shocker
- Stryfe
- Thanos
- Ultimus
- Ultron
- Venom
- Winter Soldier
- Yondu

### Scagnozzi
- Aggressore A.I.M.
- Infetto A.I.M.
- Mostruosità A.I.M.
- Ricercatore A.I.M.
- Guardia della sicurezza A.I.M.
- Arciere della Mano
- Assassina della Mano
- Maestro di spada
- Sentinella della Mano
- Strega della Mano
- Guardia armata Hydra
- Granatiere Hydra
- Soldato Hydra
- Scienziato Hydra
- Cecchino Hydra
- Kree Cyborg
- Nobile Kree
- Oracolo Kree
- Mietitrice Kree
- Guardia reale Kree
- Luogotenente mercenario
- Mercenario antisommossa
- Cecchino mercenario
- Soldato mercenario
- Distruttore Ravager
- Colosso Ravager
- Ricucitore Ravager
- Aggressore S.H.I.E.L.D.
- Medico S.H.I.E.L.D.
- Agente S.H.I.E.L.D..
- Sicurezza S.H.I.E.L.D.
- Soldato S.H.I.E.L.D.

### In arrivo
- Bestia
- Crystal
- Ciclope
- Karnak

## Accoglienza
Marvel Strike Force ha generato un guadagno totale di 150 milioni di dollari durante il suo primo anno di attività sulle piattaforme iOS e Android.

### Premi
Il gioco è stato nominato come "Mobile Game of the Year" agli SXSW Gaming Awards, e ha vinto il People's Voice Award per "Giochi" nella categoria "Video" dei Webby Awards 2019, mentre l'altra nomination era per "Gioco di strategia / simulazione" nella categoria "Giochi". Google Play ha premiato il gioco come il miglior gioco rivoluzionario del 2019, in riferimento a design generale, esperienza utente, coinvolgimento e fidelizzazione e potenziale di crescita. Nel 2020, il gioco è stato nominato come "Best Live Ops" al Pocket Gamer Mobile Games Awards e per "Gioco di strategia / simulazione" agli Webby Awards 2020.